# Schiavi della paura
Schiavi della paura (Barricade) è un film del 1950 diretto da Peter Godfrey. Il film è conosciuto in Italia anche con il titolo Verso la luce.
È un western statunitense con Dane Clark, Raymond Massey e Ruth Roman.

## Produzione
Il film, diretto da Peter Godfrey su una sceneggiatura di William Sackheim e un soggetto di Jack London, fu prodotto da Saul Elkins per la Warner Bros. e girato a Vasquez Rocks (Vasquez Rocks Natural Area Park, Agua Dulce), a Santa Clarita e nelle Bronson Caves (Bronson Canyon, Griffith Park), in California, da metà aprile a metà maggio 1949.

## Distribuzione
Il film fu distribuito con il titolo Barricade negli Stati Uniti nell'aprile del 1950 al cinema dalla Warner Bros.
Altre distribuzioni:
- in Finlandia il 4 gennaio 1952 (Kirottujen laakso)
- in Austria nel maggio del 1955 (Der Weg zur Hölle)
- in Germania Ovest il 29 maggio 1958 (Der Geier von Arizona)
- in Brasile (Barricada)
- in Grecia (Drapetai ton katergon)
- in Italia (Schiavi della paura)
- in Portogallo (Barricada)